# Saison 6 de Star Wars: The Clone Wars
Chronologie
Saison 5 Saison 7
La sixième saison de la série télévisée Star Wars: The Clone Wars, série d'animation en 3D américaine, est constituée de treize épisodes, au lieu de 24 épisodes initialement prévus. Et pour cause, le rachat de Lucasfilm par Disney qui préféra s'occuper de nouveaux projets comme l'épisode VII et la série Star Wars Rebels.
Cette saison est aussi nommée The Lost Missions (en français Les Missions perdues), elle débute avec l'épisode L'Inconnu et se termine avec l'épisode Le Sacrifice, tous diffusés le 7 mars 2014 sur Netflix. En France, elle a été diffusée le 22 juillet 2014 en intégralité sur Canalplay.
Le 16 janvier 2014, la chaîne allemande Super RTL annonce que les quatre premiers épisodes seront diffusés le 15 février 2014 en avant-première mondiale.

## Synopsis
La saison est composée de plusieurs arcs narratifs centrés sur des événements, des personnages ou des lieux :
- Ordre 66 (4 épisodes) : le soldat clone Tup commencera à s'attaquer aux Jedi avant même d'en recevoir l'ordre. Ce qui attire l'attention des Sith et du commandant Séparatiste Trench.
- Scipio (3 épisodes) : Rush Clovis, qui dirige les banques, est victime de l'attaque d'un chasseur de primes. Il retourne dans un premier temps sur Coruscant, avant de conclure un accord avec le Comte Dooku...
- Bardotta (2 épisodes) : Mace Windu et Jar Jar Binks devront faire face à un culte obscur et à une sombre prophétie sur cette planète.
- Sifo-Dyas (1 épisode) : Plo Koon découvrira un sabre laser mystérieusement abandonné, qui le conduira sur la piste du maître Jedi Sifo-Dyas.
- Yoda (3 épisodes) : il devra effectuer une mission en solo qui s'annonce difficile.

## Distribution

### Principaux et récurrents
| Principaux - Matt Lanter (VF : Matthieu Sampeur ; VQ : Martin Watier) : Anakin Skywalker - James Arnold Taylor (VF : Jean-Pierre Michaël ; VQ : François Godin) : Obi-Wan Kenobi - Dee Bradley Baker (VF : Gilles Morvan ; VQ : Jean-François Beaupré) : les soldats clones - Matthew Wood (VF : Emmanuel Rausenberger ; VQ : Xavier Dolan) : les droïdes de combat - Tom Kane (VF : Michel Dodane ; VQ : Pierre Chagnon) : le narrateur | Récurrents - Tom Kane (VF : Denis Boileau et Jean Lescot ; VQ : Jacques Lavallée) : Yoda - Corey Burton (VF : Philippe Catoire ; VQ : Guy Nadon) : Comte Dooku / Dark Tyranus - Tim Curry et Ian Abercrombie (épisodes 5 à 7) (VF : Georges Claisse ; VQ : Yves Corbeil) : Palpatine / Dark Sidious - Terrence C. Carson (VF : Jean-Paul Pitolin ; VQ : James Hyndman) : Mace Windu - R2-D2 |

### Invités
- Dee Bradley Baker (VF : Patrice Melennec) : amiral Trench (épisode 1)
- Anna Graves (VF : Sandrine Fougère) : Tiplar et Tiplee (épisode 1)
- Tom Kane (VF : Jean-Luc Kayser) : Wullf Yularen (épisode 1)
- Gwendoline Yeo (VF : Aurélie Bargème) : Nala Se (épisodes 2, 3 et 4)
- Tasia Valenza (VF : Clara Borras) : Shaak Ti (épisodes 2, 3 et 4)
- Bob Bergen (VF : Patrick Floersheim) : Lama Su (épisodes 2)
- Ben Diskin (VF : Mark Lesser) : AZ-3 (épisodes 2, 3)
- Stephen Stanton (VF : Jean-Pierre Leroux) : Mas Amedda (épisodes 4 et 6)
- Robin Atkin Downes (VF : Adrien Antoine) : Rush Clovis (épisodes 5, 6 et 7)
- Phil LaMarr (VF : Jean-François Kopf) : Clu Lesser (épisode 5)
- Stephen Stanton (VF : Jean-François Kopf) : Mak Plain (épisode 5)
- Corey Burton (VF : Jean-François Kopf) : Nix Card (épisodes 5 et 7)
- Ashley Moynihan : Teckla Minnau (épisode 5)
- Dave Filoni : Embo (épisode 5)
- Catherine Taber (VF : Sylvie Jacob ; VQ : Aline Pinsonneault) : Padmé Amidala (épisodes 5, 6 et 7)
- Phil LaMarr : Zinn Paulness (épisodes 6 et 7)
- Gideon Emery : Lott Dod (épisodes 6 et 7)
- Phil LaMarr (VF : Lionel Tua) : Bail Organa (épisode 6)
- James C. Mathis III (VF : Frantz Confiac) : capitaine Gregar Typho (épisode 6)
- Corey Burton (VF : Bernard Bollet) : Bec Lawise (épisode 7)
- Anna Graves : sénatrice Meena Tills (épisode 7)
- Ahmed Best (VF : Roland Timsit ; VQ : Sébastien Dhavernas) : Jar Jar Binks (épisodes 8 et 9)
- Ami Shukla (VF : Anne Rondeleux) : reine Julia (épisodes 8 et 9)
- Cas Anvar (VF : Patrice Baudrier) : Chef du clan Frangawl (épisodes 8 et 9)
- Paul Nakauchi (VF : Matthieu Albertini) : Savatte (épisode 8)
- Cas Anvar (VF : Tony Joudrier) : Peteen (épisodes 8 et 9)
- James Arnold Taylor (VF : Tony Joudrier) : Joseph (épisode 8)
- Barbara Goodson (VF : Cathy Cerdà) : Mère Talzin (épisode 9)
- James Arnold Taylor (VF : Patrick Floersheim) : Plo Koon (épisode 10)
- Ian Ruskin (VF : Jean-François Kopf) : Finis Valorum (épisode 10)
- Flo DiRe : Jocasta Nu (épisode 10)
- Brian George (VF : Jean-François Aupied) : Ki-Adi-Mundi (épisodes 10 et 11)
- Brian George (VF : Gérard Darier) : Lom (épisode 10)
- Brian George (VF : Michel Bedetti) : Silman (épisode 10)
- Liam Neeson (VF : Jean-Louis Faure) : Qui-Gon Jinn (épisode 11)
- Catherine Taber (VF : Virginie Ledieu) : Rig Nema (épisode 11)
- Olivia Hack (VF : Karine Foviau) : Katooni (épisode 12)
- Ashley Eckstein (VF : Isabelle Volpe ; VQ : Émilie Bibeau) : Ahsoka Tano (épisode 12)
- Paul Nakauchi (VF : Frédéric Popovic) : Sifo-Dyas (épisodes 12 et 13)
- Jaime King (VF : Magali Barney) : les cinq prêtresses (épisodes 12 et 13)
- Mark Hamill (VF : Philippe Chatriot) : Dark Bane (épisode 13)

 Sources et légende : version française (VF) sur Planète Jeunesse, sur Allodoublage, le carton de doublage de la fin du générique des épisodes, version québécoise (VQ) sur Doublage.qc.ca.

### La version française
Comme cela était déjà le cas pour la cinquième saison, cette saison comporte plusieurs problèmes :
- La voix française de maître Yoda (très reconnaissable) a été changée. Bien que Jean Lescot double encore le personnage dans les épisodes 6 et 7, il a été remplacé pour les autres épisodes par Denis Boileau. Il y a également des problèmes de traduction comme « Le Jedi » au lieu de « Les Jedi » déjà vu dans la saison précédente.
- Désormais, Padmé et Palpatine qui se vouvoyaient dans les saisons précédentes se tutoient dans quelques situations.
- « Les Sœurs de la Nuit » sont maintenant appelées « Sœurs noires ».
- Par contre, le personnage de Bail Organa retrouve la voix qu'il avait dans les films.

## Production
En septembre 2011, le scénariste Christian Taylor déclare que les scénarios de la sixième saison ont déjà été écrits. La production a débuté en octobre 2012, Dave Filoni, superviseur et réalisateur de la série, confirme que l'équipe a commencé à travailler sur les scripts et sur la conception de la saison.
Le 11 mars 2013, l’arrêt de The Clone Wars est annoncé, cependant, certains arcs n’ont pas encore été diffusés et d’autres sont encore en cours de production. Le 27 juillet 2013, durant le panel intitulé Secrets of Star Wars: The Clone Wars à la Star Wars Celebration Europe II, Filoni déclare qu'il y a une faible possibilité que la sixième saison finisse par être diffusée à la télévision. La raison invoquée est la production d'une nouvelle série au détriment de The Clone Wars.. Lucasfilm déclare alors qu'ils travaillent « sur une toute nouvelle série Star Wars se déroulant dans une période jamais traitée auparavant dans les films ou à la télévision »,.
Le 11 octobre 2013, Filoni annonce que l'équipe a terminé la production des épisodes et qu'ils sortiront au début de l'année 2014.

## Liste des épisodes

### Épisode 1:L'Inconnu
- Allemagne : 15 février 2014 sur Super RTL
- États-Unis /  Canada : 7 mars 2014 sur Netflix
- France : 22 juillet 2014 sur Canalplay[4]

La bataille de Ringo Vinda faisait rage entre les Séparatistes et les Républicains, sur l'imposante station spatiale. Enlisés, Anakin et les sœurs Jedi Tiplee et Tiplar décident de mener une offensive sur le centre de commandement, point névralgique du combat. Alors que les troupes de la République prennent l'ascendant sur l'adversaire, le clone cadet Tup - visiblement fiévreux et plus tout à fait conscient - exécute à bout portant maître Tiplar. Les soldats, pris au dépourvu, doivent battre en retraite sur l'ordre d'Anakin.
Surpris par la tournure des événements, l'Amiral Trench consulte les enregistrements holographiques puis alerte le comte Dooku des agissements du clone. Celui-ci rapporte la situation à son maître, Dark Sidious. Préoccupé, sentant alors que l'Ordre 66 peut être démasqué prématurément, le seigneur Sith ordonne la capture du clone fautif. Les tests préliminaires n'ayant rien détecté d'anormal, Anakin approuve le rapatriement de Tup sur Kamino pour un examen approfondi. Mais la navette transportant le clone, sur le point de passer en hyperspace, doit subir la contre-attaque des droïdes séparatistes qui, après avoir accosté le vaisseau, se débarrassent sans mal des soldats et capturent Tup.

### Épisode 2:Le Complot
- Allemagne : 15 février 2014 sur Super RTL
- États-Unis /  Canada : 7 mars 2014 sur Netflix
- France : 22 juillet 2014 sur Canalplay[4]

Arrivé sur Kamino pour un examen plus poussé, le clone cadet Tup est directement conduit vers la cellule médicale. Présente sur place, Shaak Ti demande que Fives soit mis sous quarantaine, en prévention d'une possible contamination.
À la suite d'une seconde batterie d'examens, l'équipe médicale ne détecte rien d'anormal, alors que Tup répète toujours ses paroles anti-Jedi. Les examens pratiqués sur Fives ont les mêmes résultats. Tandis que AZ-3 préconisait un scanner cérébral, le médecin en chef Nala Se défend quant à elle l'idée d'une euthanasie afin de disséquer par la suite le cerveau malade. Shaak Ti s'oppose alors à toute décision hâtive et décide d'en référer au conseil Jedi quand Nala Se s’entretient avec Lama Su, premier ministre de Kamino. Les deux responsables Kaminoens référent de la situation au comte Dooku qui ordonne l'élimination du clone et la restitution de la puce défectueuse censée inhiber l'ordre 66. De son côté, le conseil Jedi demande le rapatriement de Tup sur Coruscant pour un examen à travers la Force.
En quarantaine, Fives embobine AZ-3 et le persuade de pratiquer un scanner sur Tup. Le droïde détecte une tumeur, mais il est interrompu par l'irruption de Nala Se, qui le chasse du laboratoire. Fives élabore alors un plan pour empêcher l'euthanasie de son ami : déclencher une fausse alerte. Avec l'aide de AZ-3, il réussit cette mission et le droïde médecin peut alors pratiquer une biopsie et extraire la tumeur. Mais Fives est surpris par Nala Se et Shaak Ti. Mourant, Tup prononce quelques paroles énigmatiques et pousse son dernier soupir.

### Épisode 3:Le Fugitif
- Allemagne : 15 février 2014 sur Super RTL
- États-Unis /  Canada : 7 mars 2014 sur Netflix
- France : 22 juillet 2014 sur Canalplay[4]

Arrêté pour avoir dérogé à sa mise sous quarantaine, Fives voit s'affronter Shaak Ti et Nala Se quant à la tumeur ; la Jedi souhaite toujours le transit des données et de l'échantillon par le temple Jedi. Mais le médecin en chef de Kamino y est opposée et, secrètement, fait retirer de la mallette de Shaak Ti la tumeur.
Escorté pour une dernière analyse, Fives apprend par AZ-3 que sa mémoire (et celle du droïde) serait effacée et qu'il serait rétrogradé à l'entretien des locaux sur Kamino. Révolté, le clone s'échappe en compagnie du droïde, en n'oubliant pas de récupérer la tumeur. Malgré l'alarme, les deux complices parviennent à s'évader à bord d'un vaisseau. Malin, Fives crée une diversion et, après avoir programmé la trajectoire du vaisseau, se jette dans la mer torturée avec AZ-3. Pendant ce temps, Nala Se informe le comte Dooku de la situation. Celui-ci ordonne de retrouver le clone rebelle et la puce (pièce maîtresse de l'ordre 66). De retour sur la base des Kaminoens, Fives se rend dans le hall d'enregistrement génétique. Là-bas, il découvre avec l'aide de AZ-3 que l'ADN de Jango Fett diffère de celle des autres clones, celle-ci ne contenant pas la puce inhibitrice.

### Épisode 4:Les Ordres
- Allemagne : 15 février 2014 sur Super RTL
- États-Unis /  Canada : 7 mars 2014 sur Netflix
- France : 22 juillet 2014 sur Canalplay[4]

### Épisode 5:Une vieille connaissance
- Allemagne : 22 février 2014 sur Super RTL
- États-Unis /  Canada : 7 mars 2014 sur Netflix
- France : 22 juillet 2014 sur Canalplay[4]

### Épisode 6:L'Ascension de Clovis
- Allemagne : 22 février 2014 sur Super RTL
- États-Unis /  Canada : 7 mars 2014 sur Netflix
- France : 22 juillet 2014 sur Canalplay[4]

### Épisode 7:Le Système en crise
- Allemagne : 22 février 2014 sur Super RTL
- États-Unis /  Canada : 7 mars 2014 sur Netflix
- France : 22 juillet 2014 sur Canalplay[4]

### Épisode 8:Les Disparus, première partie
- Allemagne : 1er mars 2014 sur Super RTL
- États-Unis /  Canada : 7 mars 2014 sur Netflix
- France : 22 juillet 2014 sur Canalplay[4]

### Épisode 9:Les Disparus, deuxième partie
- Allemagne : 1er mars 2014 sur Super RTL
- États-Unis /  Canada : 7 mars 2014 sur Netflix
- France : 22 juillet 2014 sur Canalplay[4]

### Épisode 10:Le Jedi oublié
- Allemagne : 1er mars 2014 sur Super RTL
- États-Unis /  Canada : 7 mars 2014 sur Netflix
- France : 22 juillet 2014 sur Canalplay[4]

Les Jedi reçoivent un signal d'alarme d'une navette disparue il y a longtemps. Se rendant sur place pour enquêter, en compagnie d'une troupe de la République, maître Plo Koon retrouve dans une navette émiettée le sabre de Sifo-Dyas, Jedi décédé il y a plusieurs années de cela.
Le Conseil tente de recouper les différents éléments. L'enquête menée par Obi-Wan avait permis d'établir que Sifo-Dyas, une voix dissonante et plutôt extrémiste au sein du Temple, était à l'origine de la commande d'une armée. Une partie du dossier de Sifo-Dyas étant verrouillé par la Chancellerie, le Conseil souhaite approfondir les choses. Ainsi, tandis qu’Anakin et Obi Wan se rendent sur Felucia, Yoda part à la rencontre de Palpatine. Ce dernier argue que la mission donnée il y a dix ans de cela précède son accession à la Chancellerie et il réoriente Yoda vers son prédécesseur, Valorum. Avant de rencontrer celui-ci, Yoda apprend par Obi-Wan et Anakin que les indigènes avaient remarqué la présence d'un autre Jedi lors de la venue de Sifo-Dyas sur Felucia.
Questionné par Yoda, Valorum résout quelques mystères. D'abord sur l'origine de la mission, qui consistait pour Sifo-Dyas à négocier avec les Pykes. Ensuite sur les personnes présentes : Sifo-Dyas et Silmen, l'ex-assistant de Valorum. Enfin il précise que tout devait se faire dans la clandestinité, du fait de la réputation sulfureuse des Pykes. De son côté, Sidious contacte Dooku pour le réprimander et lui ordonne d'effacer les dernières traces de ses méfaits, avant de l'étrangler à distance.
Finalement, Obi Wan et Anakin se rendent chez les Pykes. Le ministre se montre peu amène, mais devant l'insistance d'Anakin, il collabore. Les Jedi découvrent que le chef des Pykes était en possession du collier de Silmen, et ils sont donc conduits à l'ex-assistant de Valorum, qu'il tient en vie en guise d'assurance – les Pykes ayant été chargés par Tyrannus d'exécuter Sifo-Dyas. Anakin et Obi-Wan tentent d'interroger Silmen, mais ce dernier, légèrement atteint, se montre peu compréhensible. Il glisse quand même que l'assassinat de Sifo-Dyas n'était pas une initiative des Pykes. Mais juste au moment d'en dire plus, Dooku débarque et le tue en un étranglement de Force. Un violent affrontement éclate. Mais même mis en minorité, le seigneur Sith parvient à maîtriser, enveloppé de toute sa classe, l'adversité. Le chef des Pykes, accompagné de ses gardes, débarque et appelle Dooku par son pseudonyme. Les Jedi découvrent enfin la double identité Tyrannus-Dooku. Le seigneur Sith parvient finalement à s'échapper, ce malgré un dernier assaut d'Anakin.

### Épisode 11:Les Voix
- Allemagne : 1er mars 2014 sur Super RTL
- États-Unis /  Canada : 7 mars 2014 sur Netflix
- France : 22 juillet 2014 sur Canalplay[4]

### Épisode 12:La Destinée
- États-Unis /  Canada : 7 mars 2014 sur Netflix
- Allemagne : 8 mars 2014 sur Super RTL
- France : 22 juillet 2014 sur Canalplay[4]

### Épisode 13:Le Sacrifice
- États-Unis /  Canada : 7 mars 2014 sur Netflix
- Allemagne : 8 mars 2014 sur Super RTL
- France : 22 juillet 2014 sur Canalplay[4]

## DVD et Blu-ray
La commercialisation de cette sixième saison a débuté en novembre 2014 en DVD et disque Blu-ray avec la sortie de l'intégrale. Cette dernière est baptisée Les Missions perdues. L'ensemble comprend treize épisodes qui n'ont jamais été diffusés à la télévision avant l'annulation de la série en 2013. Il a été publié par Buena Vista Home Entertainment le 11 novembre 2014.
L'ensemble comprend les treize épisodes de la saison, ainsi qu'un documentaire de seize minutes sur la série nommée The Clone Wars: Declassified. La version Blu-ray inclut également quatre épisodes du projet The Clone Wars Legacy. Ces épisodes concerne l'arc d'histoire : Crystal Crisis on Utapau.
| Intitulé du coffret                           | Nombre d'épisodes | Dates de sortie                    | Dates de sortie             | Support | Distributeur                   |
| Intitulé du coffret                           | Nombre d'épisodes | Zone 1 (dont États-Unis et Canada) | Zone 2 (Europe dont France) | Support | Distributeur                   |
| --------------------------------------------- | ----------------- | ---------------------------------- | --------------------------- | ------- | ------------------------------ |
| Star Wars: The Clone Wars - The Lost Missions | 13                | 11 novembre 2014                   | 20 novembre 2014            | DVD     | Walt Disney Home Entertainment |
| Star Wars: The Clone Wars - The Lost Missions | 17                | 11 novembre 2014                   | 20 novembre 2014            | Blu-ray | Walt Disney Home Entertainment |